# FreeIPA
FreeIPA – проект з відкритим вихідним кодом під егідою Red Hat - покликаний забезпечити легко-керовані ідентичність, політику і аудит (IPA). Набір програмного забезпечення в першу чергу орієнтований на мережі Linux та Unix комп'ютерів. FreeIPA має цілі та механізми, зіставні з Novell Identity Manager або з Active Directory Microsoft. Консоль управління Cockpit може управляти FreeIPA.
Станом на  2014 FreeIPA використовує  389 Directory Server для своєї реалізації LDAP, MIT Kerberos 5 для аутентифікації та технології єдиного входу, Apache HTTP Server та Python для системи управління та вебінтерфейсу, і (необов'язково) DogTag для комплексного CA, та BIND з індивідуальним плагіном для вбудованого DNS. З версії 3.0.0, FreeIPA також використовує Samba для інтерграції з Microsoft Active Directory шляхом Cross Forest Trusts.
Хоча кожен з основних компонентів FreeIPA працює як попередньо існуючий проект з відкритим вихідним кодом, зв'язування цих компонентів в єдиний керований набір з комплексним інтерфейсом управління робить FreeIPA більш гідним в порівнянні з пропріетарно-програмним забезпеченнями такими як, Identity Manager та Active Directory.
FreeIPA покликана забезпечити підтримку не тільки комп'ютерів на базі Linux і Unix, але в підсумку і Microsoft Windows та Apple OS X комп'ютерів.

## Дивись також
- List of LDAP software[en]
- Identity management[en]
- List of single sign-on implementations[en]

## Зовнішні посилання
- Офіційний сайт